# Office fédéral des assurances sociales
Dépenses des assurances sociales en Suisse en 2021 :
- Prévoyance professionnelle (32 %)
- AVS (25 %)
- Assurance maladie (18 %)
- Assurance chômage (8 %)
- Assurance-invalidité (5 %)
- Autres : accidents, allocations familiales, PC et APG (12 %)

L'Office fédéral des assurances sociales (OFAS ; en allemand : Bundesamt für soziale Versicherungen, BSV ; en italien : Ufficio federale delle assicurazioni sociali, UFAS ; en romanche : Uffizi federal d’assicuranzas socialas, UFAS) est l'office fédéral compétent en matière d'assurances sociales en Suisse,,,.

## Historique
L'OFAS est créé en 1913 pour appliquer et développer la loi sur l'assurance-maladie (1914) puis celle sur l'assurance-accidents (1918).

## Directeurs
- Depuis décembre 2019 : Stéphane Rossini[7]

- 2012-2019 : Jürg Brechbühl[8],[9]

- 2004-2012 : Yves Rossier[10]

- 1997-2003 : Otto Piller[11]